# Grazia Deledda
Grazia Deledda (Nuoro, Sardenya, 27 de setembre de 1871 - Roma, 15 d'agost de 1936) fou una novel·lista i poeta italiana guardonada amb el Premi Nobel de Literatura de l'any 1926, i figura clau de la literatura sarda en italià del segle xx.

## Biografia
Va néixer el 27 de setembre del 1871 a la ciutat de Nuoro, població italiana situada a l'illa de Sardenya, en una família de la petita burgesia de l'illa. Després de cursar els estudis elementals, va ser educada de manera privada per un professor que s'allotjava a casa d'una parenta, amb el qual va aprofundir els seus estudis literaris.
Deledda va morir el 15 d'agost del 1936 a la seva residència de Roma.

## Obra literària

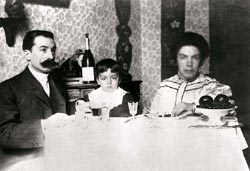
Grazia Deledda amb el seu espòs i el seu fill a Roma, l'any 1905

Va començar a destacar com a escriptora amb alguns relats que va publicar la revista L'ultima moda. La seva primera obra d'èxit pot considerar-se Nell'azzurro (En el blau, 1890).
Les seves primeres obres oscil·len entre la narrativa i la poètica, i entre aquestes destaca Racconti sardi (Paisatges sards, 1895). Després de casar-se amb Palmiro Madesani, funcionari del Ministeri de la Guerra, que coneix a la ciutat de Càller l'octubre del 1899, l'escriptora es trasllada a Roma i, després de la publicació d'Anime oneste (Ànimes honestes, 1895) i Il vecchio della montagna (El vell de la muntanya, 1900), a més de les seves col·laboracions en la revista La Sardegna, Piccola rivista i Nuova Antologia, la crítica comença a interessar-se per les seves obres.
La seva obra va ser lloada per Luigi Capuana i Giovanni Verga, així com per escriptors més joves com Enrico Thovez, Pietro Pancrazi i Renato Serra. L'any 1926, fou guardonada amb el Premi Nobel de Literatura «per la seva inspiració idealista que escriu amb claredat plàstica sobre la vida de la seva illa nadiua i amb comprensió profunda dels problemes humans generals».
Quan Deledda era ja una novel·lista reconeguda va escriure també algunes obres de teatre. La primera, Odio Vince, està datada el 1904 i no s'ha representat mai. És una versió sarda de Romeu i Julieta, amb una parella d'enamorats que pertanyen a dues famílies enemistades i ambientada a començament del segle xix. El 1909 va debutar com a dramaturga en el teatre Argentina de Roma amb L'edera (L'heura), basada en la novel·la del mateix títol i que va escriure en col·laboració amb Camillo Antona-Traversi.
La narrativa de Grazia Deledda es basa en vivències poderoses d'amor, dolor i mort, sobre les quals planeja el sentit del pecat, la culpa i la consciència d'una inevitable fatalitat. En les novel·les de Grazia Deledda, sempre hi ha un fort vincle entre llocs i persones, entre els estats d'ànim i el paisatge que es representa, que és el de la seva Sardenya natal, que no obstant això no apareix seguint els esquemes tòpics veristes regionals ni tampoc amb la fantàstica coloració que utilitza D'Annunzio, sinó que es reviuen mitjançant els mites.
S'ha considerat que estava molt influenciada pel verisme de Giovanni Verga, però també sovint pel decadentisme del qual és el representant més important Gabriele D'Annunzio. Així mateix, els crítics han trobat influències de Lev Nikolàievitx Tolstoi en la seva obra. Tot i que la crítica sovint ha encasellat la seva obra en un o altre -isme, ja sigui regionalisme, verisme o decadentisme, alguns crítics prefereixen reconèixer-li una poètica pròpia i original, que es troba perfectament integrada en el context del segle xx europeu, en la qual tot apareix sense que arribi a pertànyer a cap moviment en exclusiva.

## Obra seleccionada
- 1890: Nell'azzurro
- 1895: Anime oneste (Ànimes honrades, traducció al català de Maria Mariné [1931, reedició a Ela Geminada, 2024])
- 1900: Il vecchio della montagna
- 1903: Elias Portolu
- 1904: Cenere
- 1906: L'edera
- 1911: Sino al confine
- 1912: Colombo e sparvieri
- 1913: Canne al vento
- 1915: Marianna Sirca
- 1918: L'incendio nell'oliveto
- 1920: La madre (La mare, traducció al català de Meritxell Anton [Martorell: Adesiara, 2009])
- 1922: Il Dio dei venti
- 1925: La fuga in Egitto
- 1926: Il sigillo d'amore
- 1937: Cosima, obra pòstuma
- 1939: Il cedro del Libano, obra pòstuma